# Tanggula Shan (berg)
Tanggula Shan är ett berg i Danglabergen.